# Olímpio Ferreira Chaves
Olímpio Pires Ferreira Chaves (Santa Maria do Castelo, Tavira, 23 de abril de 1886 – São João de Brito, Lisboa, 18 de abril de 1963) foi um Major aviador e militar do Exército Português que pertenceu ao primeiro grupo de pilotos da Aviação Militar portuguesa. 
Nasceu na freguesia de Santa Maria do Castelo, no concelho de Tavira. Era filho do farmacêutico Joaquim Manuel Ferreira Chaves, natural de Faro (freguesia de São Pedro), e da proprietária Maria Antónia Pires de Azevedo Chaves, também natural de Tavira (freguesia de Santa Maria do Castelo). Irmão de Maria Alexandrina Pires Chaves, de Raul Pires Ferreira Chaves e João Carlos Pires Ferreira Chaves.
A 23 de dezembro de 1909, casou primeira vez, na igreja paroquial do Sagrado Coração de Jesus, em Lisboa, com Elvira Olímpia da Assunção Sousa (Santiago, Lisboa, c. 1877 – São Sebastião da Pedreira, Lisboa, 14 de maio de 1924), filha de Guilherme Maria de Sousa e de Vitória Amélia da Silva e Sousa, ambos naturais de Lisboa (freguesia de São Nicolau). Foram padrinhos de casamento o irmão do noivo, João Carlos Pires Ferreira Chaves, e a esposa deste, Cacilda Amélia de Sousa, irmã da noiva
Publicou, em 1918, Noções elementares de aviação, o primeiro manual português de instrução de pilotagem e mecânica de aeronaves.
Terminou a carreira militar como Major da arma de Infantaria.
Recebeu o seu diploma de piloto em 10 de Maio de 1917, numa sessão realizada na Sociedade de Geografia de Lisboa, em que também foram entregues os diplomas aos outros 12 primeiros pilotos militares portugueses que eram - além de Olímpio Pires Ferreira Chaves - Azeredo e Vasconcelos, José Manuel Sarmento de Beires, Sousa Gorgulho, João Luís de Moura, Luís Cunha e Almeida, António Cunha e Almeida, Miguel Paiva Simões, Pereira Gomes J., Rosário Gonçalves, Duvale Portugal, Aurélio Castro e Silva, José Joaquim Ramires.
A Aviação Militar foi oficialmente constituída em Portugal, em 1914, com a criação da Escola de Aviação Militar (Exército) e Aviação Naval (Marinha), por uma comissão de membros do Aero Club de Portugal.
A 27 de janeiro de 1926, casou segunda vez civilmente, em Lisboa, com a proprietária Alice da Conceição Aboim Oliveira (Socorro, Lisboa, c. 1894), já viúva de José Gonçalves de Oliveira, filha do músico militar Manuel Guerreiro Aboim, natural de Elvas (freguesia de Salvador), e de Maria da Conceição da Silva Aboim, natural de Lisboa. Foram padrinhos de casamento o então Coronel João Estêvão Águas e sua mulher Maria das Dores Pires Soares Águas.
Morreu vítima de insuficiência cardiocirculatória a 18 de abril de 1963, aos 76 anos, em sua casa, na Rua Maria Amália Vaz de Carvalho, n.º 6, R/C direito, freguesia de S. João de Brito, em Lisboa. Foi sepultado no Cemitério do Alto de São João.

## Condecorações
- Cavaleiro da Ordem Militar de Sant'Iago da Espada (15 de fevereiro de 1919)[7]
- Comendador da Ordem Militar de Avis (9 de fevereiro de 1931)[7]

## Obras publicadas
- Noções elementares de Aviação. Lisboa: Papelaria, Livraria e Tipografia Fernandes. 1918.